# Canthigaster coronata
Canthigaster coronata is een straalvinnige vissensoort uit de familie van kogelvissen (Tetraodontidae). De wetenschappelijke naam van de soort is voor het eerst geldig gepubliceerd in 1875 door Vaillant & Sauvage.